# Greenboro (métro léger d'Ottawa)
Greenboro est une station intermodale de transport en commun située à Ottawa, en Ontario (Canada). La station permet la correspondance la ligne 2 de l'O-Train, dont elle est le terminus sud, et les circuits d'autobus empruntant le Transitway du sud de la ville.

## Emplacement
La station Greenboro est située près de l'intersection de la rue Bank et du chemin Johnston, dans le quartier Greenboro―South Keys (en) du district Gloucester-Southgate (en),. Localisée à l’extrémité nord du complexe commercial South Keys (en), la station est l'une des rares du réseau O-Train à ne pas être accessible depuis un sentier de la Capitale (en).

## Histoire

### Construction
La portion sud-est du Transitway est inaugurée le 3 septembre 1995; avec elle, la station Greenboro, ne desservant alors que les bus en transit entre le sud de la ville et le centre-ville,.
Annoncés en 2000, les travaux d'immobilisation pour l'ensemble du projet pilote d'O-Train entraînent une dépense de 21 M$ pour la ville d'Ottawa,. La portion ferroviaire de la station Greenboro est inaugurée le 15 octobre 2001,. Après un an de service, Greenboro est l'une des stations les plus achalandées de la ligne.
En 2014, des travaux majeurs sont annoncés pour pérenniser la ligne, notamment en ajoutant des édicules munis de salle de contrôle aux stations. Les salles de contrôles comprennent des portillons d'accès avec lecteur de carte à puce permettant l'introduction d'un nouveau mode de paiement. Des écrans sont aussi ajoutés afin d'annoncer les horaires des lignes desservant la station,.Les édicules sont inaugurés en novembre 2017.

### Accidents
Le 18 octobre 2007, le décès d'un homme âgé entre 18 et 25 ans est constaté après qu'il a été heurté par une rame d'O-Train.

## Aménagement
Le quai latéral de l'O-Train, localisé au niveau de la rue, est relié par une passerelle piétonne aux quais de la gare routière et à l'édicule comprenant l'unique accès. L'édicule comprend la salle de contrôle munie de tourniquets. L'accès se fait depuis le stationnement du centre commercial, près de l'intersection Bank et Johnston.
La gare routière située sous la passerelle comprend un îlot central avec deux quais, de même qu'un quai latéral pour la desserte vers le nord. Les quais de la gare routière sont reliés à la passerelle par deux ascenseurs et deux escaliers fixes.
Un stationnement incitatif payant est mis à la disposition des usagers.
Localisée sur une voie ferrée principale reconvertie en ligne de métro léger, la station est conçue afin de faciliter le prolongement vers le sud de la ligne Trillium.